# Eli Ewangelidu
Eli Ewangelidu, gr. Ελλη Ευαγγελίδου (ur. 7 maja 1968) – cypryjska lekkoatletka, olimpijka.
Wystartowała na Letnich Igrzyskach Olimpijskich 1992. W konkurencji pchnięcie kulą zajęła 17. miejsce.
Zdobyła dwa złote medale na Igrzyskach małych państw Europy. Mistrzyni Grecji (1992).

## Rekordy życiowe
- Pchnięcie kulą – 16,09 (1993[1])